# Курбанова, Ханипе
Ханипе́ Курба́нова (1918 год, аул Бой, Хивинское ханство — дата смерти неизвестна, Ташауз, Туркменская ССР) — туркменский советский хозяйственный, государственный и политический деятель, первый секретарь Ташаузского райкома Компартии Туркменистана. Герой Социалистического Труда (1965).

## Биография
Родилась в 1918 году в ауле Бой Хивинского ханства (в советское время — на территории Ташаузский район Ташаузской области, сегодня — Этрап имени С. А. Ниязова).
По окончании местной сельской школы с 1937 года трудилась рядовой колхозницей в колхозе «Коминтерн» Ташаузского района. С 1939 года — секретарь Ташаузского райкома ЛКСМ Туркменистана. Член КПСС с 1940 года.
Получила высшее образование. С 1942 года — заведующая отделом агитации и пропаганды Ташаузского обкома. В последующие годы — секретарь Андреевского райкома (1945—1946), секретарь Ташаузского райкома (1945—1948), Ташаузского обкома Компартии Туркменистана (1948—1949).
С 1949 по 1952 года обучалась в Высшей партийной школе при ЦК ВКП(б). С 1952 года — первый секретарь Андреевского райкома Компартии Туркменистана, с 1954 года — заведующая отделом агитации и пропаганды Ташаузского обкома, с 1955 года — председатель постоянного комитета Ташаузского областного райисполкома, с 1960 года — первый секретарь Ташаузского райкома Компартии Туркменистана.
Будучи первым секретарём Ташаузского райкома, занималась развитием сельского хозяйства в Ташаузском районе. Благодаря её организаторской деятельности сельскохозяйственные предприятия ежегодно показывали высокие результаты в хлопководстве. Указом Президиума Верховного Совета СССР от 16 марта 1965 года удостоена звания Героя Социалистического Труда за «выдающиеся заслуги в развитии сельского хозяйства, промышленности и науки Туркменской ССР» с вручением ордена Ленина и золотой медали «Серп и Молот» (№ 8924).
Избиралась депутатом Верховного Совета Туркменской ССР 6-9-го созывов, депутатом Ташаузского областного Совета депутатов трудящихся, делегатом XXIII съезда КПСС.
С 1976 года — персональный пенсионер союзного значения. После выхода на пенсию проживала в Ташаузе.
Умерла после 1980 года.